# Serrat de l'Encadenador
El Serrat de l'Encadenador és una serra situada al municipi de Les Valls d'Aguilar a la comarca de l'Alt Urgell i el de Soriguera a la comarca del Pallars Sobirà, amb una elevació màxima de 1.789 metres.